# 湾坞镇
湾坞镇是中国福建省宁德市福安市下辖的一个镇。

## 历史沿革
1958年，设湾坞公社。1984年，改设湾坞乡。2010年，撤乡建镇。

## 行政区划
湾坞镇现辖：
龙珠村、半屿村、渔业村、白马村和浮溪村。

## 交通
- 杭福深铁路：福安站